# Vaskjalareservoaren
Vaskjalareservoaren (estniska: Vaskjala veehoidla) är ett vattenmagasin i Estland. Den ligger i landskapet Harjumaa, i den nordvästra delen av landet, 15 km sydost om huvudstaden Tallinn. Vaskjalareservoaren ligger omkring 38 meter över havet och dess storlek är 29,9 hektar. Den tillförs vatten och avvattnas av Pirita jõgi. Den avvattnas även av Vaskjala-Ülemistekanalen. Omgivningarna runt Vaskjalareservoaren är en mosaik av jordbruksmark och naturlig växtlighet.
Inlandsklimat råder i trakten. Årsmedeltemperaturen i trakten är 2 °C. Den varmaste månaden är juli, då medeltemperaturen är 16 °C, och den kallaste är februari, med −10 °C.